# Лисичанский содовый завод

Лисичанский содовый завод (укр. Лисичанський содовий завод) — одно из старейших химических предприятий Украины, первый содовый завод Донбасса, существовавший с 1892 по 2011 годы. Полное название — ОАО «Лисичанская сода» (укр. ВАТ «Лисичанська сода»).

## История

### Дореволюционный период
В 1887 году бельгийский инженер-технолог Эрнест Сольве и пермский купец Иван Любимов создали акционерное общество «Любимов, Сольве и Ко» для производства соды в России и начали подготовку к строительству содового завода в селе Верхнее Бахмутского уезда Екатеринославской губернии. Сольве на тот момент уже имел два содовых завода во Франции и один на Урале. При строительстве завода Сольве применил новую и передовую технологию, в то время, производства соды: с применением аммиака.
У крестьян села Верхнего была куплена земля, и с первых дней 1890 года развернулось строительство. В конце апреля 1892 года завод вступил в строй, началось производство кальцинированной соды аммиачным способом. Это была первая сода Донбасса. В ноябре того же года на заводе ввели в строй цех каустической соды, которая производилась ферритным способом.
По имени реки Северский Донец, на берегу которой он стоял, завод назвали Донецким (Донсода). Под этим именем завод действовал три четверти века, затем был назван Лисичанским. В конце 19 века на нём работало более 900 постоянных рабочих. Завод выпускал бикарбонат натрия, хлорную известь, нашатырный спирт. Предприятие такого рода было первым в Донбассе, и вторым в Европе.

### Советский период
После революции 1917 года завод был национализирован. С 1923 года он начал носить имя В. И. Ленина.
Во время Великой Отечественной войны, в период оккупации Лисичанска предприятие было почти полностью разрушено. Производственные мощности были восстановлены и вновь пущены в строй в 1944 году.
19 января 1949 года Лисичанский содовый завод был награждён орденом Ленина.
В 1980-е годы осуществлена коренная реконструкция содового производства завода с современным аппаратурным и технологическим оформлением.
В июне 1987 года Совет министров СССР утвердил решение о реконструкции завода, в соответствии с которым были построены гаражи для размораживания смерзшихся сыпучих грузов, прибывавших на предприятие железнодорожным транспортом.

### Постсоветские годы
После провозглашения независимой Украины в 1991 году, завод оказался в кризисном положении. Рост цен на энергетическое сырьё привёл к резкому падению конкурентоспособности предприятия. К 1998 году объём выпуска кальцинированной соды упал до 40 тыс. тонн в год (для сравнения — в 1990 году завод выпустил 452 тыс. тонн).
В период 1994—1999 годов была осуществлена приватизация завода с преобразованием в акционерное общество открытого типа — ОАО «Лисичанская сода».
С 2005 по 2007 год предприятием владела группа компаний «Приват». В 2007 году завод был продан Русской содовой компании предпринимателей Михаила Гуцериева и Валерия Закоптелова. В 2008 году завод перешёл под контроль структур «Бинбанка» Михаила Шишханова, которые остановили инвестиционные проекты и свернули внешнюю поддержку убыточного завода.
С 1991 по 2009 годы предприятие работало с перебоями, а с 2010 года перестало функционировать окончательно.
В феврале 2010 года по инициативе предприятия была запущена процедура его банкротства. Активы предприятия были выставлены на продажу.
25 октября 2011 года Хозяйственный суд Луганской области признал завод банкротом, начался его демонтаж.
Содовый завод в Лисичанске полностью разрушили во время правления Януковича и его Партии Регионов, которую и сегодня в данном регионе представляют депутаты Верховной Рады Сергей Дунаев и Юрий Бойко. Мало того, по некоторым данным именно подставные фирмы Дунаева занимались демонтажем оборудования и металлических конструкций содового завода. Утверждает «Лисичанск-онлайн».

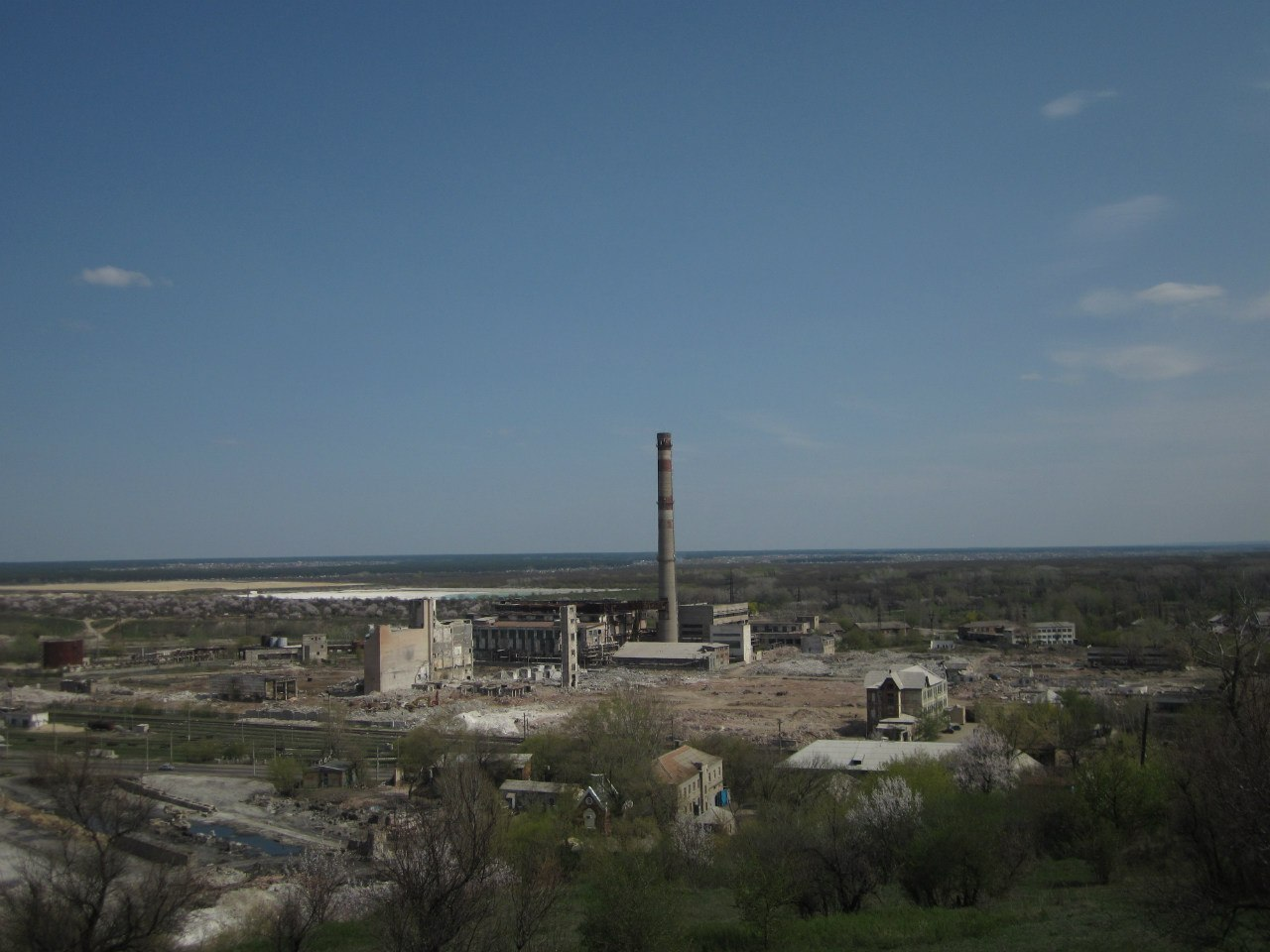
Демонтаж Лисичанского содового завода

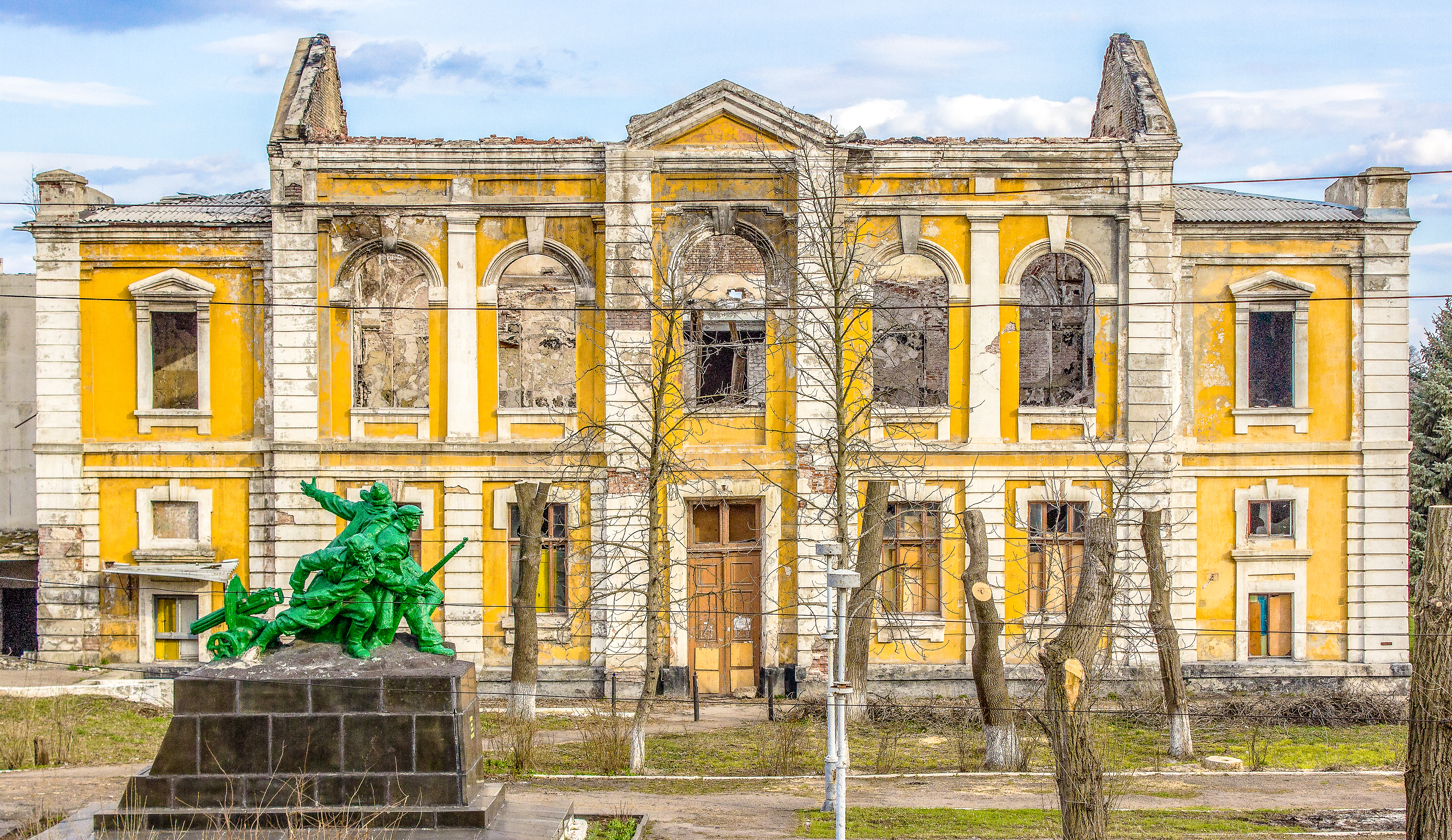
Здание правления «Лиссоды» в 2016 году

По состоянию на 2014 год, предприятие почти полностью разрушено.

### Дальнейшая судьба территории предприятия
В декабре 2012 губернатор Луганской области Владимир Пристюк заявил, что ведутся переговоры о преобразовании Лисичанского содового завода в цементный завод.

## Деятельность
Завод специализировался на производстве бикарбоната натрия аммиачным способом, а также выпускал хлорную известь, нашатырный спирт и другие продукты. Продукция экспортировалась во все части СССР, а после его развала — во многие страны мира. За годы работы завод произвел миллионы тонн кальцинированной соды.

### Продукция
В разные годы завод выпускал множество видов продукции. В последние годы он специализировался на выпуске таких товаров:
- Кальцинированная сода
- Бикарбонат натрия
- Мел молотый[5]
- Хлористый кальций
- Хлористый аммоний
- Моющиеся средства